# 救世主主教座堂 (俄斯特拉發)

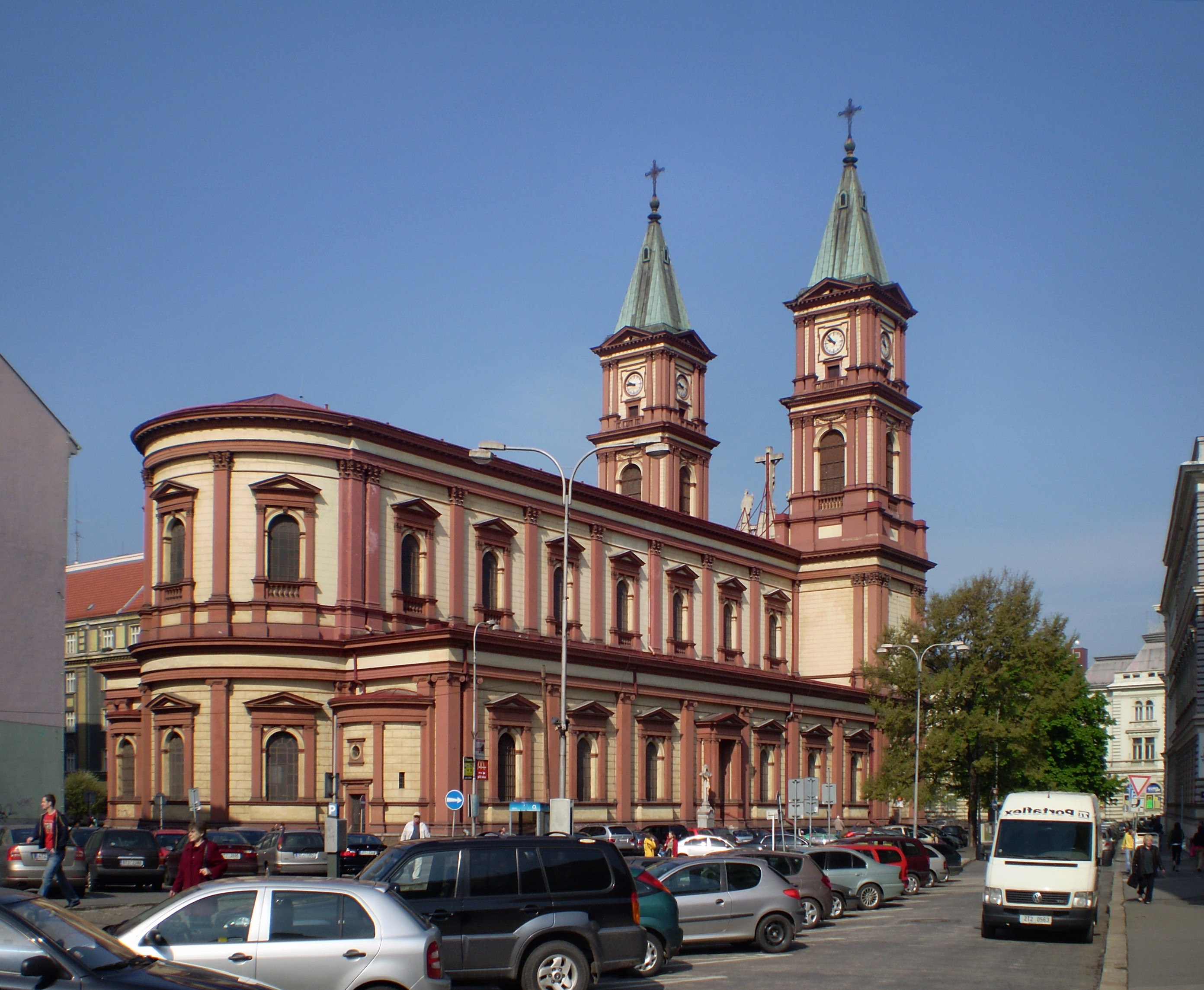
救世主主教座堂

救世主主教座堂（捷克語：Katedrála Božského Spasitele）是位於捷克城市俄斯特拉發市中心的一座教堂，是摩拉維亞和西里西亞地區第二大羅馬天主教的主教座堂。1996年，教宗成立了天主教俄斯特拉發-奧帕瓦教區，救世主主教座堂成為這一教區的主教座堂。
49°50′9.97″N 18°17′20.21″E / 49.8361028°N 18.2889472°E